# توماس دانکس
توماس دانکس (به انگلیسی: Thomas Danks) بازیکن فوتبال زادهٔ ۳۰ مه ۱۸۶۳ اهل انگلستان بود که سابقهٔ بازی در تیم ملی فوتبال انگلستان را در کارنامهٔ خود دارد. وی در تاریخ ۲۱ مارس ۱۸۸۵ تنها بازی ملی خود را در مقابل تیم ملی فوتبال اسکاتلند انجام داد.